# Lāʻie
Lāʻie – census-designated place (CDP) na wyspie Oʻahu, w hrabstwie Honolulu, na Hawajach, w Stanach Zjednoczonych. Według szacunków United States Census Bureau w roku 2010 CDP miało 6 138 mieszkańców.

## Geografia
Według United States Census Bureau census-designated place obejmuje powierzchnię 2,1 mil2 (5,5 km²), z czego 1,3 mil2 (3,3 km²) stanowi ląd, a 0,9 mil2 (2,2 km²) stanowi woda.

## Demografia
Według spisu z roku 2000, CDP zamieszkiwało 4,585 osób, które tworzyły 903 gospodarstw domowych i 735 rodzin. Średni roczny dochód dla gospodarstwa domowego wynosił 50 875 $ a średni roczny dochód dla rodziny to 59 432 $. Średni roczny dochód na osobę wynosił 13 785 $ (40 242 $ dla mężczyzn i 26 750 $ dla kobiet). 10,7% rodzin i 17,5% mieszkańców census-designated place żyło poniżej granicy ubóstwa, z czego 13,8% to osoby poniżej 18 lat a 11,6% to osoby powyżej 65 roku życia.